# 17 novembre
Pour les articles homonymes, voir Dix-Sept-Novembre.
17 octobre 17 décembre
Chronologies thématiques
- Croisades
- Ferroviaires
- Sports
- Disney
- Anarchisme
- Catholicisme

Abréviations / Voir aussi
- (° 1852) = né en 1852
- († 1885) = mort en 1885
- a.s. = calendrier julien
- n.s. = calendrier grégorien
- Calendrier
- Calendrier perpétuel
- Liste de calendriers
- Naissances du jour

Le 17 novembre est le 321e jour de l'année du calendrier grégorien, 322e lorsqu'elle est bissextile (il en reste ensuite 44).
C'était généralement l'équivalent du 27 brumaire du calendrier républicain ou révolutionnaire français, officiellement dénommé jour du macjonc (gesse tubéreuse, une plante).

## Événements

### XIIesiècle
- 1183 : bataille de Mizushima au Japon.

### XVesiècle
- 1424 : règlement pris par Louis d'Estouteville interdisant l'entrée du Mont-Saint-Michel aux femmes et aux enfants lors du siège organisé par les anglais pendant la guerre de Cent ans.

### XVIesiècle
- 1511 : traité de Westminster (guerre de la Ligue de Cambrai).
- 1558 : Élisabeth Ire devient reine d'Angleterre.

### XVIIesiècle
- 1648 : à la mort de son frère, le roi Ladislas IV Vasa, Jean II Casimir est élu[1] au trône de Pologne et obtient une dispense pour épouser Louise-Marie de Gonzague-Nevers, l'influente veuve de Ladislas.

### XVIIIesiècle
- 1775 : la ville de Kuopio a été fondée par le roi Gustave III de Suède[2].
- 1794 : bataille de la Sierra Negra (guerre de la Première Coalition).

### XIXesiècle
- 1846 : Pagan Min devient roi de Birmanie.
- 1869 : inauguration du canal de Suez, en Égypte[3].

### XXesiècle
- 1950 : 
  - le 14e Dalaï Lama, Tenzin Gyatso, est intronisé, à l'âge de 15 ans.
  - Résolution 89 des Nations-Unies sur la Palestine.
- 1961 : Norodom Sihanouk se nomme Premier ministre du Cambodge.
- 1983 : formation de l’Armée zapatiste de libération nationale.
- 1992 : Mort de Superman  dans Superman#75

### XXIesiècle
- 2006 : tentative de coup d'État à Madagascar.
- 2015 : 
  - la Russie reconnaît officiellement que l'incident survenu dans le Sinaï est bien un acte terroriste de l'organisation dite État islamique.
  - Entrée en fonction du gouvernement Cioloș, nouveau gouvernement roumain composé à la demande du président Klaus Iohannis, à la suite de récents incidents connus dans le pays.
- 2017 : Rawa, la dernière ville d’Irak occupée par l’État islamique, est reprise par l’armée irakienne.
- 2018 : en France, début du mouvement de manifestations civiles dites « des Gilets jaunes ».
- 2019 : 
  - en Biélorussie, les élections législatives ont lieu, afin de renouveler en apparence les 110 membres de la Chambre des représentants du pays[4]. Les soutiens du gouvernement remportent l'intégralité des sièges[5].
  - Apparition officielle du SARS-CoV-2, coronavirus responsable de la Covid-19, à Wuhan, en Chine.
- 2020 : au Pérou, Francisco Sagasti devient président de la république par intérim, deux jours après la démission de Manuel Merino à la suite de manifestations populaires[6].

- 2023 : 
  - au Liberia, après le dépouillement, Joseph Boakai est élu président au second tour, battant le sortant George Weah[7].
  - au Luxembourg, le démocrate chrétien Luc Frieden (photo) devient Premier ministre après dix ans passés dans l'opposition.
- 2024 : au Sénégal, les élections législatives anticipées débouchent sur une écrasante victoire du PASTEF du président Bassirou Diomaye Faye[8].

## Arts, culture et religion
- 1958 : sortie de la chanson The Chipmunk Song, marquant la naissance d'Alvin et les Chipmunks.
- 1975 : le prix littéraire parisien Goncourt est attribué au roman "La vie devant soi" du mystérieux écrivain Émile Ajar qui le refuse et, s'avérant plus tard être en fait l'écrivain Romain Gary déjà récompensé de la même distinction en 1956, demeure de facto le seul double lauréat du Goncourt[9].

## Sciences et techniques
- 1970 : un brevet est attribué à Douglas Engelbart pour la première souris informatique.
- 2016 : la mission Soyouz MS-03 part en direction de la Station spatiale internationale.

## Économie et société
- 1994 : l'action Renault est introduite en Bourse, dans le cadre de la privatisation partielle du premier constructeur automobile français.
- 2004 : panne générale "Bouygues Télécom".
- 2013 : cinquante personnes trouvent la mort, lors d’un accident aérien à l’aéroport international de Kazan, en Russie.
- 2018 : en France, le mouvement protestataire des Gilets jaunes rassemble 287 710 manifestants dans tout le pays, selon le ministère de l'Intérieur.

## Naissances

### Iersiècle
- 9 (17 november de l'an 9 du ns) : Vespasien (imperator Caesar Vespasianus Augustus en latin), usurpateur puis empereur romain de fin december 69 (fondateur de la dynastie des Flaviens) à sa mort un 23 junius († 23 juin 79).

### XVIesiècle
- 1587 : Joost van den Vondel, poète hollandais († 5 février 1679).

### XVIIesiècle
- 1612 : Pierre Mignard, peintre français († 30 mai 1695).
- 1681 : Pierre Le Courayer, théologien français († 17 octobre 1776).
- 1685 : Pierre Gaultier de Varennes et de la Vérendrye, explorateur français († 5 décembre 1749).

### XVIIIesiècle
- 1749 : Nicolas Appert, confiseur et inventeur français († 1er juin 1841).
- 1755 : Louis XVIII, roi de France († 16 septembre 1824).
- 1765 : Étienne Jacques Joseph Macdonald, militaire français († 25 septembre 1840).
- 1772 : Marc-Antoine-Madeleine Désaugiers, chansonnier, poète et goguettier français († 9 août 1827).
- 1793 : Charles Lock Eastlake, peintre et écrivain anglais († 24 décembre 1865).

### XIXesiècle
- 1815 : Martin Nadaud, homme politique français († 28 décembre 1898).
- 1829 : Jean-Édouard Bommer, botaniste belge († 19 février 1895).
- 1845 : Marie de Hohenzollern-Sigmaringen, comtesse de Flandre (†  26 novembre 1912).
- 1846 : Gustave Pessard, historien de Paris et compositeur (†  26 août 1832).
- 1854 : Hubert Lyautey, militaire français († 27 juillet 1934).
- 1857 : Joseph Babinski, neurologue français († 29 octobre 1932).
- 1866 : Voltairine de Cleyre, militante anarchiste américaine († 20 juin 1912).
- 1877 : Frank Calder, gestionnaire de hockey canadien d'origine britannique, premier président de la Ligue nationale de hockey († 4 février 1943).
- 1886 : Elena Fortún, écrivaine espagnole de littérature de jeunesse, pionnière de la littérature lesbienne († 8 mai 1952).
- 1887 : Bernard Montgomery, militaire britannique († 24 mars 1976).
- 1899 : Roger Vitrac, dramaturge et poète français († 22 janvier 1954).
- 1900 : Pierre Véry, romancier et scénariste français († 12 octobre 1960).

### XXesiècle

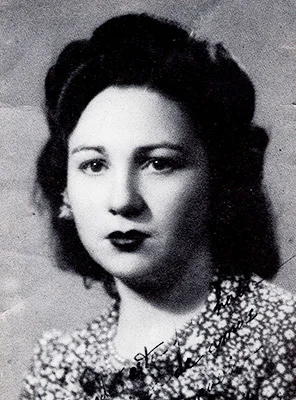
Ángeles Flórez Peón (1918-2024), infirmière centenaire, dernière soldate survivante de la guerre d'Espagne.

- 1901 : Lee Strasberg, acteur américain († 17 février 1982).
- 1902 : Eugene Wigner, mathématicien américain, prix Nobel de physique en 1963 († 1er janvier 1995).
- 1903 : Lucien Michard, coureur cycliste français, champion olympique et du monde de vitesse († 1er novembre 1985).
- 1905 : 
  - Mischa Auer, acteur russe († 5 mars 1967).
  - Astrid de Suède, reine des Belges († 29 août 1935).
- 1906 : 
  - Soichiro Honda, ingénieur et industriel japonais († 5 août 1991).
  - Mario Soldati, écrivain et cinéaste italien  († 19 juin 1999).
- 1910 : Jean Potts, romancière américaine († 10 novembre 1999).
- 1911 : Christian Fouchet, diplomate français († 11 août 1974).
- 1914 : Ange Porteux, auteur breton centenaire d'ouvrages sur la pêche à la ligne, en mer voire en eaux douces, inventeur de matériel de pêche († 2 novembre 2019)[10].
- 1915 : Albert Malbois, prélat français († 12 février 2017).
- 1918 : Ángeles Flórez Peón, infirmière, dernière milicienne survivante de la guerre d'Espagne.
- 1920 : Jean Starobinski, historien des idées, théoricien de la littérature et médecin psychiatre suisse († 4 mars 2019).
- 1921 : Albert Bertelsen, peintre danois († 10 décembre 2019 / 11 décembre 2019).
- 1925 : Rock Hudson, acteur américain († 2 octobre 1985).
- 1928 :
  - Arman, artiste français († 22 octobre 2005).
  - Rance Howard, acteur et cinéaste américain († 25 novembre 2017).
- 1930 : 
  - Arlette Gruss, artiste de cirque française († 2 janvier 2006).
  - Bob Mathias, décathlonien américain, double champion olympique († 2 septembre 2006).
- 1931 : Pierre Nora, historien français.
- 1932 : Véra Belmont, réalisatrice, scénariste et productrice de cinéma française.
- 1933 : Roger Leloup, dessinateur de bande dessinée belge.
- 1936 : François-Bernard Michel, médecin, poète et écrivain français.
- 1937 : Peter Cook, acteur britannique († 9 janvier 1995).
- 1938 :
  - Gordon Lightfoot, auteur-compositeur et chanteur canadien.
  - Calisto Tanzi, chef d'entreprise italien († 1er janvier 2022).
- 1940 : Yelena Petushkova, cavalière russe, championne olympique († 9 janvier 2007).
- 1942 :
  - Bob Gaudio, chanteur, compositeur et guitariste américain.
  - Kang Kek Ieu (កាំង ហ្គេកអ៊ាវ dit Douch), khmer rouge, tortionnaire et criminel de guerre cambodgien responsable de prison et de la police politique) († 2 septembre 2020).
  - Martin Scorsese, réalisateur américain.
- 1943 : Lauren Hutton, top-modèle et actrice américaine.
- 1944 :
  - John-David F. Bartoe, astronaute américain.
  - Gene Clark, chanteur, guitariste et compositeur américain du groupe The Byrds († 24 mai 1991).
  - Danny DeVito, acteur américain.
  - Rem Koolhaas, architecte et urbaniste néerlandais.
  - Edouard Kula, footballeur français († 29 novembre 2007).
  - Tom Seaver, lanceur de baseball américain († 31 août 2020).
- 1945 : 
  - Elvin Hayes, joueur de basket-ball américain.
  - Roland Joffé, réalisateur franco-britannique.
  - Abdelmadjid Tebboune, homme politique algérien, président de la république depuis fin 2019.
- 1946 : Martin Barre, musicien britannique du groupe Jethro Tull.
- 1947 : Ehliman Emiraslanov, recteur de l’Université de médecine d’Azerbaïdjan.
- 1948 : Tom Wolf, homme d'affaires américain et gouverneur de Pennsylvanie.
- 1949 : 
  - Michel Lagueyrie, humoriste et comédien français.
  - Michael Wenden, nageur australien double champion olympique en nage libre.
- 1950 : 
  - Alain Dubuc, économiste, écrivain et journaliste canadien.[réf. souhaitée]
  - Roland Matthes, nageur allemand, quadruple champion olympique († 20 décembre 2019).
- 1951 : 
  - Dean Paul Martin, acteur et chanteur américain († 21 mars 1987).
  - Lazarus You Heung-sik, cardinal sud-coréen de la Curie romaine.
- 1953 : Raymond Legault, acteur québécois.
- 1954 : Jorge Hernández, boxeur cubain, champion olympique († 12 décembre 2019).
- 1958 : Mary Elizabeth Mastrantonio, actrice américaine.
- 1960 : RuPaul, drag-queen américaine.
- 1961 : David Bell, historien américain.
- 1962 : André Fortin, chanteur québécois († 8 mai 2000).
- 1963 :
  - Édith Lefel, chanteuse française de zouk († 20 janvier 2003).
  - Dylan Walsh, acteur américain.
- 1964 :
  - Marina Cherkasova, patineuse artistique russe.
  - Fófi Gennimatá, femme politique grecque († 25 octobre 2021).
- 1965 : Grant Connell, joueur de tennis canadien.
- 1966 :
  - Jeff Buckley, chanteur américain († 29 mai 1997).
  - Nuno Gomes Nabiam,  homme d'État bissau-guinéen et premier ministre de Guinée-Bisnau.
  - Sophie Marceau, actrice française.
  - Jaime Viñals, alpiniste guatémaltèque.
- 1967 : 
  - Alexandre Delpérier, présentateur de télévision français.
  - Bertrand Godin, pilote et chroniqueur automobile québécois.
- 1968 : Olga Klochneva, tireuse sportive russe championne olympique.
- 1969 : 
  - Jean-Michel Saive, pongiste belge.
  - Rebecca Walker, écrivaine et féministe américaine.
- 1970 :
  - Paul Allender, musicien britannique.
  - Maureen Dor, actrice et chroniqueuse télé belge.
  - Sergey Kharkov, gymnaste russe, triple champion olympique.
- 1971 : Ivan Farron, écrivain vaudois.
- 1972 : 
  - Leonard Roberts, acteur américain.
  - Aboubacar Sidiki Camara, footballeur guinéen.
- 1973 : Aleksey Urmanov, patineur artistique russe.
- 1974 : Eunice Barber, athlète française.
- 1976 : Brandon Call, acteur américain.
- 1977 : Laura Wilkinson, plongeuse américaine, championne olympique.
- 1978 :
  - Rachel McAdams, actrice canadienne.
  - Tom Ellis, acteur gallois.
- 1983 : 
  - Ryan Braun, joueur de baseball américain.
  - Nick Markakis, joueur de baseball américain.
- 1986 :
  - Nani, footballeur international portugais.
  - Alexis Vastine, boxeur français († 9 mars 2015).
- 1991 : Pierre Hubert Dibombe, boxeur français d'origine camerounaise.
- 1992 : Takayoshi Ishihara, footballeur japonais.
- 1995 : Elise Mertens, joueuse de tennis belge.
- 1997 : Kim Yugyeom, chanteur sud-coréen.

## Décès

### IVesiècle
- 375 : Valentinien Ier, empereur romain (° 321).

### Vesiècle
- 474 : Léon II, empereur byzantin (° v. 467).

### VIesiècle
- 594 : Grégoire de Tours, prélat et historien franc, saint de l'Église catholique (° 538 ou 539).

### XVIesiècle
- 1558 :
  - Marie Ire, reine d'Angleterre de 1553 à 1558 (° 18 février 1516).
  - Reginald Pole : archevêque de Canterbory, cardinal de l'Église catholique romaine (° 12 mars 1500).

### XVIIesiècle
- 1624 : Jacob Boehme, théosophe allemand (° 1575).
- 1673 : Michał Wiśniowiecki, roi de Pologne, (° 31 juillet 1640).

### XVIIIesiècle
- 1720 : Jack Rackham, pirate britannique (° 21 décembre 1682).
- 1747 : Alain-René Lesage, écrivain français (° 6 mai 1668).
- 1793 : Jean Nicolas Houchard, militaire français (° 24 janvier 1738).
- 1796 : Catherine II de Russie, impératrice de Russie (° 2 mai 1729).

### XIXesiècle
- 1886 : 
  - Camille Dognin, industriel et botaniste français (° 28 janvier 1812).
  - Gustave Lassalle-Bordes, peintre français (° 1814 - 1815).
  - Nanine Souvestre-Papot, écrivaine française (° 17 décembre 1806).

### XXesiècle
- 1905 : Philippe de Belgique, comte de Flandre (° 24 mars 1837).
- 1913 : Hubert Jacob Ludwig, zoologiste, mycologue, chercheur, professeur et conservateur de musée allemand (° 22 mars 1852).
- 1917 : Auguste Rodin, sculpteur français (° 12 novembre 1840).
- 1927 : Moulay Youssef, chef d'État marocain, sultan de 1912 à 1927 (° 1882).
- 1936 : Roger Salengro, homme politique français (° 30 mai 1890).
- 1955 : James P. Johnson, musicien américain (° 1er février 1894).
- 1959 :
  - Heitor Villa-Lobos, compositeur brésilien (° 5 mars 1887).
  - Robert Roth, lutteur suisse (° 5 juillet 1898).
- 1971 : Gladys Cooper, actrice britannique (° 18 décembre 1888).
- 1974 :
  - Paul Azaïs, acteur français (° 6 mai 1903).
  - Clive Brook, acteur britannique (° 1er juin 1887).
- 1985 : Lon Nol, chef d'État cambodgien de 1970 à 1975 (° 13 novembre 1913).
- 1986 : Georges Besse, dirigeant d'entreprise français (° 25 décembre 1927).
- 1990 :
  - Pierre Braunberger, producteur de cinéma français (° 29 juillet 1905).
  - Robert Hofstadter, physicien américain, prix Nobel de physique en 1961 (° 5 février 1915).
- 1992 : Audre Lorde, essayiste et poétesse américaine militante (° 18 février 1934).
- 1993 : Gérard D. Levesque, homme politique québécois (° 2 mai 1926).
- 1995 : Salvatore Martirano, compositeur américain (° 12 janvier 1927).
- 1996 : Gérard Virol, cycliste sur route français (° 13 décembre 1913).
- 1997 : 
  - Michèle Beuzelin, femme politique française (° 29 mai 1939).
  - Nelson Paillou, dirigeant sportif français (° 6 janvier 1924).
  - Orlando Ribeiro, géographe portugais (° 16 février 1911).
- 1998 : 
  - Cornelia Bouman, joueuse de tennis néerlandaise (° 23 novembre 1903).
  - Efim Geller, joueur d'échecs soviétique puis ukrainien (° 8 mars 1925).
  - Jacques Médecin, homme politique français, maire de Nice (° 5 mai 1928).
  - Norbert Moret, compositeur suisse (° 20 novembre 1921).
  - Dick O'Neill, acteur américain (° 29 août 1928).
  - Reinette l'Oranaise, chanteuse compositrice franco-algérienne (° 1915 ou 1918).
  - Esther Rolle, actrice américaine (° 8 novembre 1920).
  - Georges Saadeh, homme politique libanais (° 21 novembre 1930).
- 2000 : Louis Néel, physicien français, prix Nobel de physique en 1970 (° 22 novembre 1904).

### XXIesiècle
- 2002 : Abba Eban, homme politique et diplomate israélien (° 2 février 1915).
- 2003 :
  - Arthur Conley, chanteur et compositeur américain  (° 4 janvier 1946).
  - Don Gibson, chanteur américain (° 3 avril 1928).
  - Claude Nicot, acteur français (° 12 février 1925).
- 2004 : Alexandre Ragouline, hockeyeur russe (° 5 mai 1941)
- 2006 : 
  - Ruth Brown, chanteuse américaine (° 30 janvier 1928).
  - Henriette Major, écrivaine, scénariste et pédagogue québécoise (° 6 janvier 1933).
  - Ferenc Puskás, footballeur hongrois (° 2 avril 1927).
- 2007 : Ambroise Noumazalaye, homme politique congolais  (° 23 septembre 1933).
- 2008 : 
  - Jean-Marie Demange, homme politique français (° 23 juillet 1943).
  - Mohamed El Habib Fassi-Fihri, juge et diplomate marocain  (° 12 janvier 1932).
  - Guy Peellaert, artiste belge (° 6 avril 1934).
  - Michel Vaucher, alpiniste suisse (° 27 novembre 1936).
- 2009 :
  - José Aboulker, médecin et résistant français (° 5 mars 1920).
  - John Craxton, peintre et lithographe britannique (° 3 octobre 1922).
- 2010 : 
  - Olavo Rodrigues Barbosa, footballeur brésilien (° 11 juillet 1923).
  - Isabelle Caro, comédienne française (° 12 septembre 1982).
- 2011 : Pierre Dumayet, journaliste français (° 24 février 1923).
- 2012 : Armand Desmet, cycliste sur route (° 23 janvier 1931).
- 2013 : 
  - Michel Cointat, homme politique français (° 13 avril 1921).
  - Doris Lessing, femme de lettres britannique, prix Nobel de littérature en 2007 (° 22 octobre 1919).
- 2014 : 
  - Ilija Pantelić, footballeur yougoslave puis serbe (° 2 août 1942).
  - Fred Personne, acteur français (° 20 décembre 1932).
  - Jimmy Ruffin, chanteur américain de musique soul (° 7 mai 1936).
- 2015 :
  - Al Aarons, trompettiste de jazz américain (° 23 mars 1932).
  - Juan Bosch Palau, réalisateur et scénariste espagnol (° ° 31 mai 1925).
  - Pino Concialdi, peintre italien (° ° 20 mai 1946).
  - Drago Grubelnik, skieur alpin slovène (° ° 15 janvier 1976).
- 2016 : 
  - Zenon Czechowski, coureur cycliste polonais (° 19 novembre 1946).
  - Joseph Khoury, évêque catholique de rite maronite libanais (° 1er novembre 1936).
  - John Ningark, homme politique canadien (° 17 mars 1944).
  - Louis Pinton, homme politique français (24 octobre 1948).
- 2017 : 
  - Earle Hyman, acteur américain (11 octobre 1926).
  - Salvatore Riina, mafieux sicilien (° 16 novembre 1930).
  - Aleksandr Salnikov, basketteur soviétique puis ukrainien (° 3 juillet 1949).
  - Naim Süleymanoğlu, haltérophile bulgare puis turc (° 23 janvier 1967).
  - Rikard Wolff, acteur suédois (° 8 avril 1958).
- 2018 : 
  - Cheng Kaijia, physicien nucléaire chinois (° 3 août 1918).
  - Alain Didier-Weill, psychiatre et psychanalyste français (° 16 juillet 1939).
  - Eduard von Falz-Fein, homme d'affaires (° 14 septembre 1912).
  - Henry-Frédéric Roch, viticulteur français (° 4 juillet 1962).
  - Metin Türel, footballeur puis entraîneur turc (° 13 septembre 1937).
- 2019 : 
  - Jiřina Čermáková, hockeyeuse sur gazon tchécoslovaque puis tchèque (° 17 novembre 1944).
  - Yıldız Kenter, actrice turque (° 11 octobre 1928).
  - Jacek Kurzawinski, volleyeur puis entraîneur polonais (° 24 février 1962).
  - Jean Pelazzo, footballeur puis entraîneur français (° 7 septembre 1929).
  - Maximilian Raub, kayakiste autrichien (° 13 avril 1926).
  - Tuka Rocha, pilote automobile brésilien (° 13 décembre 1982).
- 2020 :
  - Camille Bonnet, joueur de rugby à XV français (° 31 août 1918).
  - Eddie Borysewicz, coureur cycliste et entraîneur polonais (° 18 mars 1939).
  - Angelo Caroli, footballeur italien (° 7 avril 1937).
  - Buddy Davis, athlète de saut en hauteur et basketteur américain (° 5 janvier 1931).
  - Willy Kuijpers, homme politique belge (° 1er janvier 1937).
  - Vincent Reffet dit « Vince Reffet », pratiquant français de base-jump (saut extrême), de parachutisme et de vol en wingsuit (° 15 septembre 1984).
  - Paul Sobol, publicitaire belge, survivant à la déportation des Juifs de Belgique pendant la Seconde Guerre mondiale (° 26 juin 1926).
  - Roman Viktiouk, metteur en scène et professeur d'art dramatique soviétique, puis russe (° 28 octobre 1936).
- 2021 : 
  - Leonid Bartenyev, athlète de sprint soviétique puis ukrainien (° 10 octobre 1933).
  - Young Dolph, rappeur américain (° 27 juillet 1985).
  - Jacques Hamelink, écrivain néerlandais (° 12 janvier 1939).
  - Theuns Jordaan, chanteur sud-africain (° 10 janvier 1971).
  - Art LaFleur, acteur américain (° 9 septembre 1943).
  - Patrice Louis, journaliste, écrivain et blogueur français (° 10 juin 1947).
  - Stu Rasmussen, homme politique américain (° 9 septembre 1948).
  - Igor Savotchkine, acteur russe (° 14 mai 1963).
  - Tom Stoddart, photographe et photojournaliste britannique (° 28 novembre 1953).
- 2022 : 
  - Frederick Brooks, ingénieur logiciel, informaticien et professeur à l'université américain (° 19 avril 1931).
  - Jean-Michel Caradec'h, journaliste et écrivain français (° 22 mars 1950).
  - Azio Corghi, compositeur italien (° 9 mars 1937).
  - Aleksandr Gorchkov, patineur artistique soviétique puis russe (° 8 octobre 1946).
  - Staughton Lynd, historien, auteur, avocat du travail et militant américain (° 22 novembre 1929).
  - Julien Manzano, footballeur  puis entraîneur français (° 8 avril 1937).
  - Marino Parisotto, photographe de mode et portraitiste italien (° 8 décembre 1962).
  - Tom Rice, enseignant et militaire américain (° 15 août 1921).
  - Philippe Simonnot, économiste et journaliste français (° 10 juillet 1941).
  - Tomáš Svoboda, compositeur, chef d'orchestre et pédagogue américain (° 6 décembre 1939).
- 2023 : 
  - Ahmed Bahar, homme politique palestinien, cadre dirigeant du Hamas (° 1949).
  - Seóirse Bodley, compositeur irlandais (° 4 avril 1933).
  - Charlie Dominici, musicien américain (° 16 juin 1951).
  - Bob de Groot, scénariste belge de bande dessinée (° 26 octobre 1941).
  - Henning Munk Jensen, footballeur danois (° 12 janvier 1947).
  - Claude Kahn, pianiste français (° 9 novembre 1935).
  - Gohar Ayub Khan, homme politique pakistanais (° 15 janvier 1937).
  - Michel Olyff, graphiste belge (° 17 juillet 1927).
  - Anton Petje, acteur yougoslave puis slovène (° 3 octobre 1932).
  - John Röhl, historien britannique (° 31 mai 1938).
  - Samantha, chanteuse belge (° 10 mai 1948).
  - Henri Stambouli, footballeur et entraîneur français (° 5 août 1961).
  - Grzegorz Stellak, rameur polonais (° 11 mars 1951).
  - Robert Walker, avocat anglais et ancien juge de la Cour suprême du Royaume-Uni (° 17 mars 1938).
  - Gregory Woolley, criminel canadien (° 26 février 1972).
- 2024 : 
  - Rido Bayonne, auteur, compositeur, chef d'orchestre, directeur musical, bassiste et musicien multi-instrumentiste français (° 7 mars 1947).
  - Bernard Chiarelli, footballeur international français (° 24 février 1934).
  - Muazzez İlmiye Çığ, archéologue turque (° 20 juin 1914).
  - Friedrich von Metzler, banquier et mécène allemand (° 23 avril 1943).
  - Ehrhart Neubert, théologien est-allemand puis allemand (° 2 août 1940).
  - Viktor Samsonov, général d'armée, soviétique puis russe (° 10 novembre 1941).
  - Siaka Toumani Sangaré, homme politique malien (° 1955).
  - Hugo Villaverde, footballeur argentin (° 27 janvier 1954).

## Célébrations

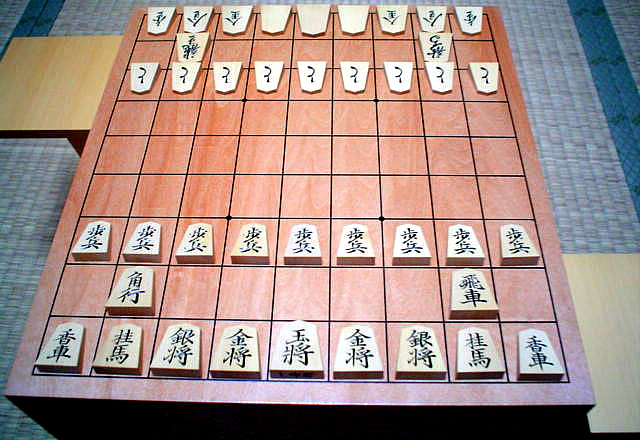
Un plateau de shōgi (le « jeu des généraux »)

- Organisation mondiale de la santé (OMS) : Journée internationale de la prématurité[11].
- Journée internationale de l'étudiant en souvenir du sac de l'Université de Prague par les nazis en 1939[12].
- Grèce : soulèvement de l'Université polytechnique d'Athènes commémorant les protestations des étudiants de l'Université polytechnique nationale d'Athènes en 1973 contre la dictature des colonels[13].
- Inde : odisha / « jour du martyr », commémoration de la mort du « Lion du Punjab », leader du combat pour la libération du Raj britannique Lala Lajpat Rai (1865–1928).
- Japon : jour du shōgi, 将棋 / « jeu des généraux » littéralement, fêté le 17e jour du mois de Kannazuki dans le calendrier traditionnel du pays (illustration ci-contre).
- Slovaquie et Tchéquie : journée de lutte pour la liberté et la démocratie en commémoration de la grande manifestation de 1989 qui marqua les débuts de la révolution de velours contre occupant soviétique et parti unique de Tchécoslovaquie, etc.[14]

### Saints des Églises chrétiennes

#### Catholiques et orthodoxes
- Aciscle de Cordoue († 313) et sa sœur Victoire de Cordoue, martyrs[15].
- Aignan d'Orléans († 453) évêque d'Orléans.
- Florin de Remüs (de) († 856) prêtre.
- Gennade († v. 471), Patriarche de Constantinople.
- Gobron († 920), martyr.
- Grégoire de Tours († 539) évêque de Tours.
- Grégoire le Thaumaturge († 270) évêque de Néocésarée.
- Hilda de Whitby († 680) abbesse de l'abbaye de Whitby.
- Lazare l'Iconographe († v. 867), moine arménien (fêté le 23 février par l'Église catholique).
- Longin (IVe siècle), Moine.
- Namase († 569) évêque de Vienne.
- Zachée et Alphée († 303), martyrs à Césarée.

#### Saints ou bienheureux catholiques
- Élisabeth de Hongrie († 1240) reine membre du Tiers-Ordre franciscain.
- Hugues d'Avalon († 1200) évêque de Lincoln.
- Hyacinthe Jourdain Ansalone et Thomas Hioji († 1637), dominicains martyrs.
- Jean de Castillo († 1628) jésuite martyr.
- Josaphat Kocylovskyj († 1947) évêque de l'Église grecque-catholique ukrainienne.
- Loup-Sébastien Hunot († 1794) prêtre français martyr.
- Nicolas d'Arménie († 1601), Dominicain martyr.
- Salomé de Pologne († 1268) Bienheureuse religieuse polonaise clarisse.
- Siste Locatelli (it) († 1533) franciscain.

#### Saints orthodoxes?
Outre les saints œcuméniques voire pré-schismatiques ci-avant", aux dates éventuellement différentes dans les calendriers julien, orientaux ...
- Nicon de Radonège († 1420), Higoumène[16]

### Prénoms du jour
Bonne fête aux Élisabeth,
- ses variantes ou diminutifs : Babeth, Babette, Élisabet, Élisabete, Élisabethe, Elisabetta, Élisabette, Élizabet, Élizabeta, Élizabete, Elizabeth, Élizabette, Leslie, Lili, Lily, Lisabete, Lisabeth, Lisbeth, Liselott(e), Liz, Lizabete, Lizbeth, Lizzie, ainsi que leurs dérivés : Betty, Buffy, Élise, Élisa, Elisa, Lisa, Elsie et Elsa, fêtables aussi les 5 novembre.

Et aussi aux :
- Aignan et sa variante Agnan.
- Aux Grégoire et ses variantes ou diminutifs : Greg, Grégori, Grégorio, Gregory, Grégory ; leurs formes féminines : Grégoria et Grégorie (voir 3 septembre).
- Aux Hilda.

## Traditions et superstitions

### Dictons du jour
- « À sainte-Élisabeth, tout ce qui porte fourrure n'est point bête. »[17]
- « Sainte-Élisabeth nous montre quel bonhomme l'hiver sera. »[18]

### Astrologie
- Signe du zodiaque : 26e jour du Scorpion.

## Toponymie
- Les noms de plusieurs voies, places, sites ou édifices de pays ou régions francophones contiennent cette date : voir Dix-Sept-Novembre .